# El gran paranoico
El gran paranoico es una pintura del artista español Salvador Dalí realizada en 1936.
Se trata de  una pintura al óleo sobre un lienzo de 62 x 62 cm, que pertenece al estilo surrealista. Actualmente se encuentra en el Museo Boymans-van Beuningen en Róterdam.
Obras como ésta surgen desde la infancia de Dalí, creadas por su inquieta mente en el techo de su escuela. Él mismo escribe cómo buscaba formas en las manchas de humedad del techo, que en un principio le sugerían nubes, para más tarde ir tomando forma y crear nítidas imágenes que llegaban a volverle paranoico. Llegó incluso a perfeccionarlas en su mente y corregirlas a fin de crear nuevas ideas mejores. 

## Descripción
En este cuadro de Dalí se pueden apreciar varias imágenes como en otras de sus obras como son Cabeza de mujer en forma de batalla, España, Septiembre, Durmiente invisible, Caballo y león o Mercado de esclavos.
Las imágenes que componen el cuadro son confusas, arenosas e inacabadas. Aun así, varias cabezas surgen y se mezclan entre las nubes de arena y los hombres en diferentes posiciones que se adivinan en medio de las mismas.
También es importante nombrar la influencia de Leonardo da Vinci en cuanto a la técnica que Dalí adopta. Aun así, será la influencia de Goya y de su obra El sueño de la razón produce monstruos la que más se percibirá en esta obra, llevando la temática al mundo de los sueños y la imaginación.